# Олферт Стенфілд
Олферт Мартін Стенфілд (англ. Olphert Martin Stanfield; 26 лютого 1869 — 13 березня 1952), також відомий як Олфі Стенфілд (англ. Olphie Stanfield) і Оллі Стенфілд (англ. Ollie Stanfield) — ірландський футболіст, нападник. Всю свою кар'єру провів у клубі «Дістіллері» з міста Лісберн. Також виступав за збірну Ірландії. Був рекордсменом XIX та початку XX століття за кількістю матчів за національні збірні (30 ігор).

## Клубна кар'єра
Стенфілд став гравцем клубу «Дістіллері» у 1886 році, а до кінця 1880-х років забив за команду вже понад 90 голів. У сезоні 1889/90 зробив хет-трики в чотирьох іграх поспіль і допоміг своїй команді виграти Ірландський кубок та Суперкубок Антріма.
У 1890-х роках він зробив, як мінімум, сім хет-триків, а також став автором переможного голу у фіналі Ірландського кубка 1894 року. У 1896 році він забив переможний гол у матчі плей-офф Ірландської футбольної ліги і допоміг своєму клубу стати чемпіоном Ірландії в сезоні 1895/96. У тому сезоні «Дістіллері» виграв «требл» (чемпіонат, Ірландський кубок та Суперкубок Антріма).
Стенфілд виступав за «Дістіллері» до 1898 року, зігравши 181 офіційний матч і забивши 178 м'ячів. Крім того, він провів за команду ще 115 товариських матчів, у яких забив 62 м'ячі.

## Кар'єра у збірній
5 лютого 1887 року Стенфілд дебютував у складі національної збірної Ірландії у матчі домашнього чемпіонату Британії проти збірної Англії на «Бремолл Лейн». Англійці розгромили суперника з рахунком 7:0. На той момент Стенфілду було 17 років та 344 дні. 19 лютого того ж року він забив свій перший гол за збірну в матчі проти Уельсу, що завершився перемогою з рахунком 4:1. Це була перша перемога ірландської збірної в її історії.
7 лютого 1891 року Стенфілд забив чотири голи у матчі проти Уельсу. У тому році він став найкращим бомбардиром домашнього чемпіонату Британії. У 1894 року забивав у трьох матчах поспіль. 3 березня 1894 року допоміг ірландцям вперше в історії уникнути поразки від англійців. Після години гри ірландці програвали з рахунком 0:2, але потім змогли зрівняти рахунок у грі, що завершилася з рахунком 2:2.
До 1897 року, завершивши виступи за збірну, Стенфілд із тридцятьма матчами був рекордсменом за кількістю матчів за національну збірну серед усіх футбольних збірних світу. Його рекорд був побитий 1909 року англійцем Вівом Вудвордом. Рекорд же ірландської збірної за кількістю матчів протримався до 1936 року, коли його побив Елайша Скотт, який зіграв на 1 матч більше.

## Після завершення кар'єри
Після завершення кар'єри футболіста у 1898 році був обраний віце-президентом клубу «Дістіллері». До 1921 року Стенфілд володів сімома акціями компанії Distillery Football and Athletic Club Ltd, якій належав клуб «Дістілері».

## Досягнення
Дістілері
- Чемпіон Ірландської футбольної ліги: 1895/96
- Володар Кубка Ірландії (3): 1888/89, 1893/94, 1895/96
- Фіналіст Кубка Ірландії: 1887/88
- Володар Суперкубка графства Антрім (4): 1888/89, 1892/93, 1895/96, 1896/97

Ірландія
- Найкращий бомбардир Домашнього чемпіонату Великої Британії (2): 1891, 1894